# Grand Prix Miguel Indurain 2016
La 67e édition du Grand Prix Miguel Indurain a eu lieu le 2 avril 2016. La course fait partie du calendrier UCI Europe Tour 2016 en catégorie 1.1.
L'épreuve a été remportée lors d'un sprint à deux coureurs par l'Espagnol Ion Izagirre (Movistar) qui s'impose devant le Colombien Sergio Henao (Sky) et quatorze secondes devant l'Italien Moreno Moser (Cannondale).

## Présentation

### Équipes
Classé en catégorie 1.1 de l'UCI Europe Tour, le Grand Prix Miguel Indurain est par conséquent ouvert aux WorldTeams dans la limite de 50 % des équipes participantes, aux équipes continentales professionnelles, aux équipes continentales et aux équipes nationales.
Dix-sept équipes participent à ce Grand Prix Miguel Indurain - cinq WorldTeams, trois équipes continentales professionnelles, sept équipes continentales et deux équipes nationales :
| UCI WorldTeams  | UCI WorldTeams | UCI WorldTeams |
| Nom de l'équipe | Pays           | Code           |
| --------------- | -------------- | -------------- |
| Cannondale      | États-Unis     | CPT            |
| Katusha         | Russie         | KAT            |
| Movistar        | Espagne        | MOV            |
| Orica-GreenEDGE | Australie      | OGE            |
| Sky             | Royaume-Uni    | SKY            |

| Équipes continentales professionnelles | Équipes continentales professionnelles | Équipes continentales professionnelles |
| Nom de l'équipe                        | Pays                                   | Code                                   |
| -------------------------------------- | -------------------------------------- | -------------------------------------- |
| Caja Rural-Seguros RGA                 | Espagne                                | CJR                                    |
| Novo Nordisk                           | États-Unis                             | TNN                                    |
| ONE                                    | Royaume-Uni                            | ONE                                    |

| Équipes continentales         | Équipes continentales  | Équipes continentales |
| Nom de l'équipe               | Pays                   | Code                  |
| ----------------------------- | ---------------------- | --------------------- |
| Burgos BH                     | Espagne                | BUR                   |
| Euskadi Basque Country-Murias | Espagne                | EUS                   |
| Inteja-MMR Dominican          | République dominicaine | DCT                   |
| Massi-Kuwait Project          | Koweït                 | KCP                   |
| Rádio Popular-Boavista        | Portugal               | RPB                   |
| Rietumu-Delfin                | Lettonie               | RBD                   |
| W52-FC Porto                  | Portugal               | W52                   |

| Équipes nationales         | Équipes nationales | Équipes nationales |
| Nom de l'équipe            | Pays               | Code               |
| -------------------------- | ------------------ | ------------------ |
| Équipe nationale d'Espagne | Espagne            | ESP                |
| Équipe nationale de Russie | Russie             | RUS                |

### Primes
Les vingt prix sont attribués suivant le barème de l'UCI,. Le total général des prix distribués est de 14 477 €.
| Position | 1er     | 2e      | 3e      | 4e    | 5e    | 6e    | 7e    | 8e    | 9e    | 10e à 20e |
| Prix     | 5 785 € | 2 895 € | 1 445 € | 715 € | 580 € | 433 € | 433 € | 287 € | 287 € | 147 €     |

## Classements

### Classement final
| Classement final | Classement final     | Classement final | Classement final       | Classement final   |
|                  | Coureur              | Pays             | Équipe                 | Temps              |
| ---------------- | -------------------- | ---------------- | ---------------------- | ------------------ |
| 1er              | Ion Izagirre         | Espagne          | Movistar               | en 4 h 37 min 18 s |
| 2e               | Sergio Henao         | Colombie         | Sky                    | + 0 s              |
| 3e               | Moreno Moser         | Italie           | Cannondale             | + 14 s             |
| 4e               | Giovanni Visconti    | Italie           | Movistar               | + 17 s             |
| 5e               | Sergey Chernetskiy   | Russie           | Katusha                | + 18 s             |
| 6e               | Peio Bilbao          | Espagne          | Caja Rural-Seguros RGA | + 20 s             |
| 7e               | Egor Silin           | Russie           | Katusha                | + 35 s             |
| 8e               | Hugh Carthy          | Royaume-Uni      | Caja Rural-Seguros RGA | + 2 min 42 s       |
| 9e               | Fabricio Ferrari     | Uruguay          | Caja Rural-Seguros RGA | + 2 min 58 s       |
| 10e              | Frederico Figueiredo | Portugal         | Rádio Popular-Boavista | + 3 min 35 s       |
| modifier         |                      |                  |                        |                    |

### UCI Europe Tour
Ce Grand Prix Miguel Indurain attribue des points pour l'UCI Europe Tour 2016, par équipes seulement aux coureurs des équipes continentales professionnelles et continentales, individuellement à tous les coureurs sauf ceux faisant partie d'une équipe ayant un label WorldTeam.
| Position           | 1er | 2e | 3e | 4e | 5e | 6e | 7e | 8e | 9e | 10e | 11e | 12e | 13e à 15e | 16e à 25e |
| Classement général | 125 | 85 | 70 | 60 | 50 | 40 | 35 | 30 | 25 | 20  | 15  | 10  | 5         | 3         |

## Liste des participants
- Liste de départ complète

| Légende | Légende                                                                    | Légende | Légende                                                    |
| ------- | -------------------------------------------------------------------------- | ------- | ---------------------------------------------------------- |
| Num     | Dossard de départ porté par le coureur sur ce Grand Prix Miguel Indurain   | Pos     | Position à l'arrivée de la course                          |
|         | Indique un maillot de champion national ou mondial, suivi de sa spécialité | NP      | Indique un coureur qui n'a pas pris le départ de la course |
| AB      | Indique un coureur qui n'a pas terminé la course                           | HD      | Indique un coureur qui a terminé la course hors des délais |

| Katusha KAT           | Katusha KAT                 | Katusha KAT |
| --------------------- | --------------------------- | ----------- |
| Num                   | Coureur                     | Pos         |
| 1                     | Ángel Vicioso (ESP)         | 33e         |
| 2                     | Maxim Belkov (RUS)          | 44e         |
| 3                     | Sergey Chernetskiy (RUS)    | 5e          |
| 4                     | Jhonatan Restrepo (COL)     | AB          |
| 5                     | Joaquim Rodríguez (ESP)     | 35e         |
| 6                     | Egor Silin (RUS)            | 7e          |
| 7                     | Simon Špilak (SLO)          | 29e         |
| 8                     | Jurgen Van den Broeck (BEL) | 18e         |
| Directeur sportif : ? |                             |             |

| Movistar MOV          | Movistar MOV            | Movistar MOV |
| --------------------- | ----------------------- | ------------ |
| Num                   | Coureur                 | Pos          |
| 11                    | Carlos Betancur (COL)   | AB           |
| 12                    | Jesús Herrada (ESP)     | AB           |
| 13                    | Ion Izagirre (ESP)      | 1er          |
| 14                    | Daniel Moreno (ESP)     | 31e          |
| 15                    | Giovanni Visconti (ITA) | 4e           |
| 16                    | Nairo Quintana (COL)    | AB           |
| 17                    | Marc Soler (ESP)        | AB           |
| 18                    | Gorka Izagirre (ESP)    | 40e          |
| Directeur sportif : ? |                         |              |

| Cannondale CPT        | Cannondale CPT             | Cannondale CPT |
| --------------------- | -------------------------- | -------------- |
| Num                   | Coureur                    | Pos            |
| 21                    | Nathan Brown (USA)         | 11e            |
| 22                    | Ramūnas Navardauskas (LTU) | AB             |
| 23                    | Phillip Gaimon (USA)       | AB             |
| 24                    | Alex Howes (USA)           | 32e            |
| 25                    | Benjamin King (USA)        | 14e            |
| 26                    | Moreno Moser (ITA)         | 3e             |
| 27                    | Pierre Rolland (FRA)       | 26e            |
| 28                    | Tom-Jelte Slagter (NED)    | 38e            |
| Directeur sportif : ? |                            |                |

| Sky SKY               | Sky SKY                  | Sky SKY |
| --------------------- | ------------------------ | ------- |
| Num                   | Coureur                  | Pos     |
| 31                    | Philip Deignan (IRL)     | 36e     |
| 32                    | Sebastián Henao (COL)    | 12e     |
| 33                    | Sergio Henao (COL)       | 2e      |
| 34                    | Vasil Kiryienka (BLR)    | 42e     |
| 35                    | Mikel Landa (ESP)        | AB      |
| 36                    | David López García (ESP) | AB      |
| 37                    |                          |         |
| 38                    | Xabier Zandio (ESP)      | 34e     |
| Directeur sportif : ? |                          |         |

| Orica-GreenEDGE OGE   | Orica-GreenEDGE OGE           | Orica-GreenEDGE OGE |
| --------------------- | ----------------------------- | ------------------- |
| Num                   | Coureur                       | Pos                 |
| 41                    | Adam Yates (GBR)              | 15e                 |
| 42                    | Mathew Hayman (AUS)           | 76e                 |
| 43                    | Cheung King Lok (HKG)         | AB                  |
| 44                    | Christopher Juul Jensen (DEN) | AB                  |
| 45                    | Michael Matthews (AUS)        | AB                  |
| 46                    | Christian Meier (CAN)         | AB                  |
| 47                    | Damien Howson (AUS)           | AB                  |
| 48                    | Amets Txurruka (ESP)          | 21e                 |
| Directeur sportif : ? |                               |                     |

| Caja Rural-Seguros RGA CJR | Caja Rural-Seguros RGA CJR | Caja Rural-Seguros RGA CJR |
| -------------------------- | -------------------------- | -------------------------- |
| Num                        | Coureur                    | Pos                        |
| 51                         | David Arroyo (ESP)         | 30e                        |
| 52                         | Sergio Pardilla (ESP)      | 27e                        |
| 53                         | Peio Bilbao (ESP)          | 6e                         |
| 54                         | Fabricio Ferrari (URU)     | 9e                         |
| 55                         | Miguel Ángel Benito (ESP)  | AB                         |
| 56                         | José Gonçalves (POR)       | 45e                        |
| 57                         | Ángel Madrazo (ESP)        | NP                         |
| 58                         | Hugh Carthy (GBR)          | 8e                         |
| Directeur sportif : ?      |                            |                            |

| Novo Nordisk TNN      | Novo Nordisk TNN         | Novo Nordisk TNN |
| --------------------- | ------------------------ | ---------------- |
| Num                   | Coureur                  | Pos              |
| 61                    | Stephen Clancy (IRL)     | AB               |
| 62                    | Kevin De Mesmaeker (BEL) | 57e              |
| 63                    | Nicolas Lefrançois (FRA) | AB               |
| 64                    | David Lozano (ESP)       | 54e              |
| 65                    | Javier Mejías (ESP)      | 22e              |
| 66                    | Charles Planet (FRA)     | 64e              |
| 67                    | Brian Kamstra (NED)      | AB               |
| 68                    | Martijn Verschoor (NED)  | 59e              |
| Directeur sportif : ? |                          |                  |

| ONE                   | ONE                    | ONE |
| --------------------- | ---------------------- | --- |
| Num                   | Coureur                | Pos |
| 71                    | Yanto Barker (GBR)     | AB  |
| 72                    | Karol Domagalski (POL) | 46e |
| 73                    | John Ebsen (DEN)       | 60e |
| 74                    | George Harper (GBR)    | AB  |
| 75                    | Richard Handley (GBR)  | 73e |
| 76                    | James Oram (NZL)       | 47e |
| 77                    | Dion Smith (NZL)       | 16e |
| 78                    | Peter Williams (GBR)   | 52e |
| Directeur sportif : ? |                        |     |

| Euskadi Basque Country-Murias EUS | Euskadi Basque Country-Murias EUS | Euskadi Basque Country-Murias EUS |
| --------------------------------- | --------------------------------- | --------------------------------- |
| Num                               | Coureur                           | Pos                               |
| 81                                | Garikoitz Bravo (ESP)             | 17e                               |
| 82                                | Beñat Txoperena (ESP)             | 50e                               |
| 83                                | Aitor González Prieto (ESP)       | 75e                               |
| 84                                | Aritz Bagües (ESP)                | AB                                |
| 85                                | Mikel Bizkarra (ESP)              | 25e                               |
| 86                                | Imanol Estévez (ESP)              | 13e                               |
| 87                                | Eneko Lizarralde (ESP)            | 37e                               |
| 88                                | Alex Aranburu (ESP)               | 41e                               |
| Directeur sportif : ?             |                                   |                                   |

| Burgos BH BUR         | Burgos BH BUR             | Burgos BH BUR |
| --------------------- | ------------------------- | ------------- |
| Num                   | Coureur                   | Pos           |
| 91                    | Igor Merino (ESP)         | 67e           |
| 92                    | Jorge Cubero (ESP)        | AB            |
| 93                    | Víctor Martín (ESP)       | 74e           |
| 94                    | Pablo Torres (ESP)        | 63e           |
| 95                    | Ibai Salas (ESP)          | 20e           |
| 96                    | Arnau Solé (ESP)          | AB            |
| 97                    | Jesús del Pino (ESP)      | 24e           |
| 98                    | Juan Carlos Riutort (ESP) | AB            |
| Directeur sportif : ? |                           |               |

| Équipe nationale d'Espagne ESP | Équipe nationale d'Espagne ESP | Équipe nationale d'Espagne ESP |
| ------------------------------ | ------------------------------ | ------------------------------ |
| Num                            | Coureur                        | Pos                            |
| 101                            |                                |                                |
| 102                            | Juan Camacho (ESP)             | AB                             |
| 103                            | Jon Irisarri (ESP)             | AB                             |
| 104                            | Cristian Rodríguez (ESP)       | 23e                            |
| 105                            | Xabier San Sebastián (ESP)     | 68e                            |
| 106                            | Diego Sevilla (ESP)            | AB                             |
| 107                            | Javier Ochoa González (ESP)    | 71e                            |
| 108                            | Josu Zabala (ESP)              | 70e                            |
| Directeur sportif : ?          |                                |                                |

| Massi-Kuwait Project KCP | Massi-Kuwait Project KCP | Massi-Kuwait Project KCP |
| ------------------------ | ------------------------ | ------------------------ |
| Num                      | Coureur                  | Pos                      |
| 111                      | Rubén Caseny (ESP)       | AB                       |
| 112                      | Axel Costa (ESP)         | AB                       |
| 113                      |                          |                          |
| 114                      | Marc Vilanova (ESP)      | AB                       |
| 115                      | Mehdi Tigrine (BEL)      | AB                       |
| 116                      | Dominic Schils (GBR)     | AB                       |
| 117                      | Jonathan Sarmiento (COL) | AB                       |
| 118                      |                          |                          |
| Directeur sportif : ?    |                          |                          |

| W52-FC Porto W52      | W52-FC Porto W52         | W52-FC Porto W52 |
| --------------------- | ------------------------ | ---------------- |
| Num                   | Coureur                  | Pos              |
| 121                   | Rui Vinhas (POR)         | 49e              |
| 122                   | Samuel Caldeira (POR)    | AB               |
| 123                   | Rafael Reis (POR)        | 65e              |
| 124                   | Juan Ignacio Pérez (ESP) | 53e              |
| 125                   | João Rodrigues (POR)     | 48e              |
| 126                   | Daniel Freitas (POR)     | AB               |
| 127                   | Ángel Sánchez (ESP)      | AB               |
| 128                   | Raúl Alarcón (ESP)       | AB               |
| Directeur sportif : ? |                          |                  |

| Rádio Popular-Boavista RPB | Rádio Popular-Boavista RPB | Rádio Popular-Boavista RPB |
| -------------------------- | -------------------------- | -------------------------- |
| Num                        | Coureur                    | Pos                        |
| 131                        | Víctor Etxeberria (ESP)    | 69e                        |
| 132                        | Pablo Guerrero (ESP)       | 62e                        |
| 133                        | Carlos Antón Jiménez (ESP) | AB                         |
| 134                        | César Fonte (POR)          | 43e                        |
| 135                        | Ricardo Ferreira (POR)     | AB                         |
| 136                        | Guillaume De Almeida (FRA) | AB                         |
| 137                        | David Rodrigues (POR)      | 28e                        |
| 138                        | Frederico Figueiredo (POR) | 10e                        |
| Directeur sportif : ?      |                            |                            |

| Rietumu-Delfin RBD    | Rietumu-Delfin RBD          | Rietumu-Delfin RBD |
| --------------------- | --------------------------- | ------------------ |
| Num                   | Coureur                     | Pos                |
| 141                   | Peeter Pruus (EST)          | AB                 |
| 142                   | Ēriks Toms Gavars (LAT)     | 58e                |
| 143                   | Māris Bogdanovičs (LAT)     | AB                 |
| 144                   | Emīls Liepiņš (LAT)         | AB                 |
| 145                   | Armands Bēcis (LAT)         | NP                 |
| 146                   | Deins Kaņepējs (LAT)        | AB                 |
| 147                   | Aleksandrs Rubļevskis (LAT) | AB                 |
| 148                   | David Galarreta (ESP)       | 61e                |
| Directeur sportif : ? |                             |                    |

| Inteja-MMR Dominican DCT | Inteja-MMR Dominican DCT | Inteja-MMR Dominican DCT |
| ------------------------ | ------------------------ | ------------------------ |
| Num                      | Coureur                  | Pos                      |
| 151                      | Diego Milán (DOM)        | AB                       |
| 152                      | Joaquín Sobrino (ESP)    | AB                       |
| 153                      |                          |                          |
| 154                      |                          |                          |
| 155                      | Israel Nuño (ESP)        | 55e                      |
| 156                      | Rafael Márquez (ESP)     | 66e                      |
| 157                      | Fernando Grijalba (ESP)  | 78e                      |
| 158                      | Ignacio Sarabia (MEX)    | AB                       |
| Directeur sportif : ?    |                          |                          |

| Équipe nationale de Russie RUS | Équipe nationale de Russie RUS | Équipe nationale de Russie RUS |
| ------------------------------ | ------------------------------ | ------------------------------ |
| Num                            | Coureur                        | Pos                            |
| 161                            | Sergey Shilov (RUS)            | 39e                            |
| 162                            | Kirill Sveshnikov (RUS)        | 77e                            |
| 163                            | Vasily Neustroev (RUS)         | AB                             |
| 164                            | Alexander Vdovin (RUS)         | 19e                            |
| 165                            | Sergey Vdovin (RUS)            | 72e                            |
| 166                            | Artem Samolenkov (RUS)         | 56e                            |
| 167                            | Dmitri Strakhov (RUS)          | AB                             |
| 168                            | Vadim Zhuravlev (RUS)          | 51e                            |
| Directeur sportif : ?          |                                |                                |